# سحاب ما بين النجوم

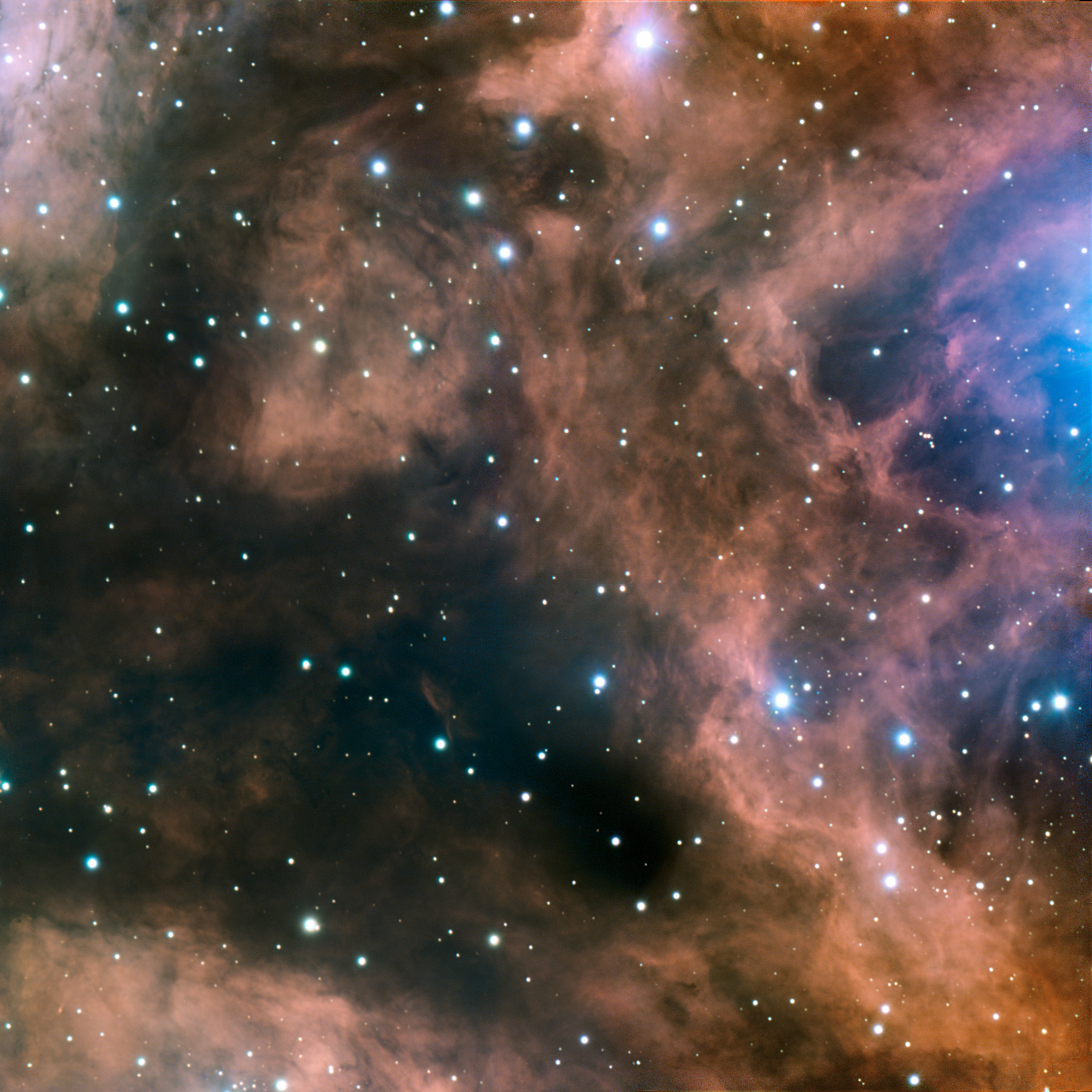
جزء صغير من سديم إشعاعي NGC 6357. ويضيء مع اللون الأحمر المميز لمنطقة الهيدروجين II.

سحاب ما بين النجوم (بالإنجليزية: Interstellar cloud)‏ هو اسم عام يُطلق على تراكم الغازات والبلازما، والغبار في مجرتنا والمجرات الأخرى. بعبارة أخرى، سحابة ما بين النجوم هي منطقة أكثر كثافة من المتوسط لوسط ما بين النجوم. اعتمادا على الكثافة والحجم ودرجة الحرارة لسحابة معينة، الهيدروجين فيها يمكن أن يكون محايدا كهربيا (منطقة هيدروجين I)، أو يمكن أن يكون الوسط متأينا (منطقة هيدروجين II) (أي بلازما ، وهذه حالة للمادة تكون فيها ذرات  المادة منفصلة مكونة أيونات موجبة الشحنة و بعضها سالب الشحنة الكهربائية ظ إلكترونات حرة ) . كما يوجد في الرصد الفلكي ما يسمى (السحب الجزيئية). أحيانا تسمى الغيوم المحايدة والمتأينة أيضا بالغيوم المنتشرة، في حين يشار إلى السحب الجزيئية في بعض الأحيان بالغيوم الكثيفة أيضا. هذا علاوة على الغبار الذي يوجد في بعض مواضع الكون.

## التراكيب الكيميائية
يتحقق تحليل تكوين سحب ما بين النجوم من خلال دراسة الإشعاع الكهرومغناطيسي التي نتلقاها منها. تفحص التلسكوبات اللاسلكية الكبيرة الكثافة في السماء لترددات معينة من الإشعاع الكهرومغناطيسي التي هي سمة لأطياف بعض الجزيئات. بعض غيوم ما بين النجوم باردة وتميل لإعطاء إشعاع موجات طويلة (EM). يمكن أن تتكون خريطة لفيض من هذه الجزيئات، تتيح فهما للتكوينات المتفاوتة الخاصة بالسحب. في السحب الساخنة، غالبا ما تكون هناك أيونات للعديد من العناصر، التي يمكن رؤية أطيافها في الضوء المرئي والأشعة فوق البنفسجية .يمكن للتلسكوبات اللاسلكية أيضا تفحص مدى الترددات من نقطة واحدة في صفحة السماء ، وتسجيل شدة أطياف كل نوع من الجزيئات. تعني قمم الترددات التي يقيسها المرصد بأنها وفرة من جزيء معين أو ذرات معينة موجودة في السحابة. يتناسب ارتفاع القمة peak مع النسبة المئوية التي تصنعها ، وتعطي نسبة العنصر الغالب الموجود في سحابة بين نجمية، مثل نسبة الهيدروجين ونسبة الكربون أو نسبة الحديد وغيرها .

## اكتشاف مواد كيميائية غير متوقعة في سحب ما بين النجوم
حتى وقت قريب كان من المتوقع لمعدلات تفاعلات جزيئات في سحب ما بين النجوم أن تكون بطيئة جدا، مع الحد الأدنى من النواتج التي يتم إنتاجها تبعا لانخفاض درجة الحرارة وكثافة السحب. ومع ذلك، لوحظت الجزيئات العضوية في الأطياف التي لم يكن من المتوقع أن توجد في ظل هذه الظروف، والتي لم يتوقع العلماء أن يجدوها تحت هذه الظروف مثل جزيئات الفورمالديهايد، والميثانول، والكحول الفينيلي. التفاعلات اللازمة لإنتاج مثل هذه المواد معروفة للعلماء في درجات حرارة أعلى من ذلك بكثير ، ونعرفها من معاملنا ومختبراتنا التي نقوم بها على الأرض في جو الأرض والضغط الجوي. وبين الرصد الفلكي حقيقة وجود تلك التفاعلات الكيميائية في سحب ما بين النجوم، وأنها تحدث بشكل أسرع مما كان يُعتقد. وتشير تفاعلات الطور الغازي الحادثة في الفضاء إلى أنها غير مشابهة للكيمياء العضوية كما نعهدها على الأرض. يتم دراسة هذه التفاعلات في التجربة (CRESU).
كما توفر سحب ما بين النجوم الوسيلة لدراسة وجود ونسب المعادن في الفضاء. قد يساعد وجود ونسب هذه العناصر في تطوير النظريات حول وسائل إنتاجهم، وخاصة عندما تتعارض نسبها مع تلك المتوقعة أن تنشأ من النجوم كنتيجة للاندماج وبالتالي تـُقترح وسائل بديلة، مثل الأخذ في الحسبان وجود الأشعة الكونية المنتشرة في الفضاء وتأثيراتها.

## سحابة عالية السرعة
تمتلك هذه السحب الموجودة بين النجوم سرعة أعلى مما يمكن تفسيره بواسطة دوران مجرة درب التبانة. بحكم التعريف، يجب أن يكون لهذه السحب سرعة أكبر من 90 كم / ث ، حيث تكون تلك السرعة هي سرعة السكون المحلية القياسية. يتم الكشف عنها في المقام الأول في خط طيف ذو طول موجة 21 سم تصدر من الهيدروجين المحايد، وعادة ما تحتوي على جزء أقل من العناصر الثقيلة من المعتاد لسحب ما بين النجوم في مجرة درب التبانة. تهدف النظريات إلى شرح هذه السحب الغير عادية وتشمل المواد المتبقية من تكوين المجرة، أو المواد التي تم إزاحتها عن طريق المد والجزر بعيدا عن المجرات الأخرى أو عن أعضاء المجموعة المحلية. مثال على هذا الأخير هوالتيار الماجلاني Magellanic. لمعرفة أصل هذه الغيوم توجد الحاجة إلى مشاهدات أفضل للمسافاتها و تعيين  معدنيتها.

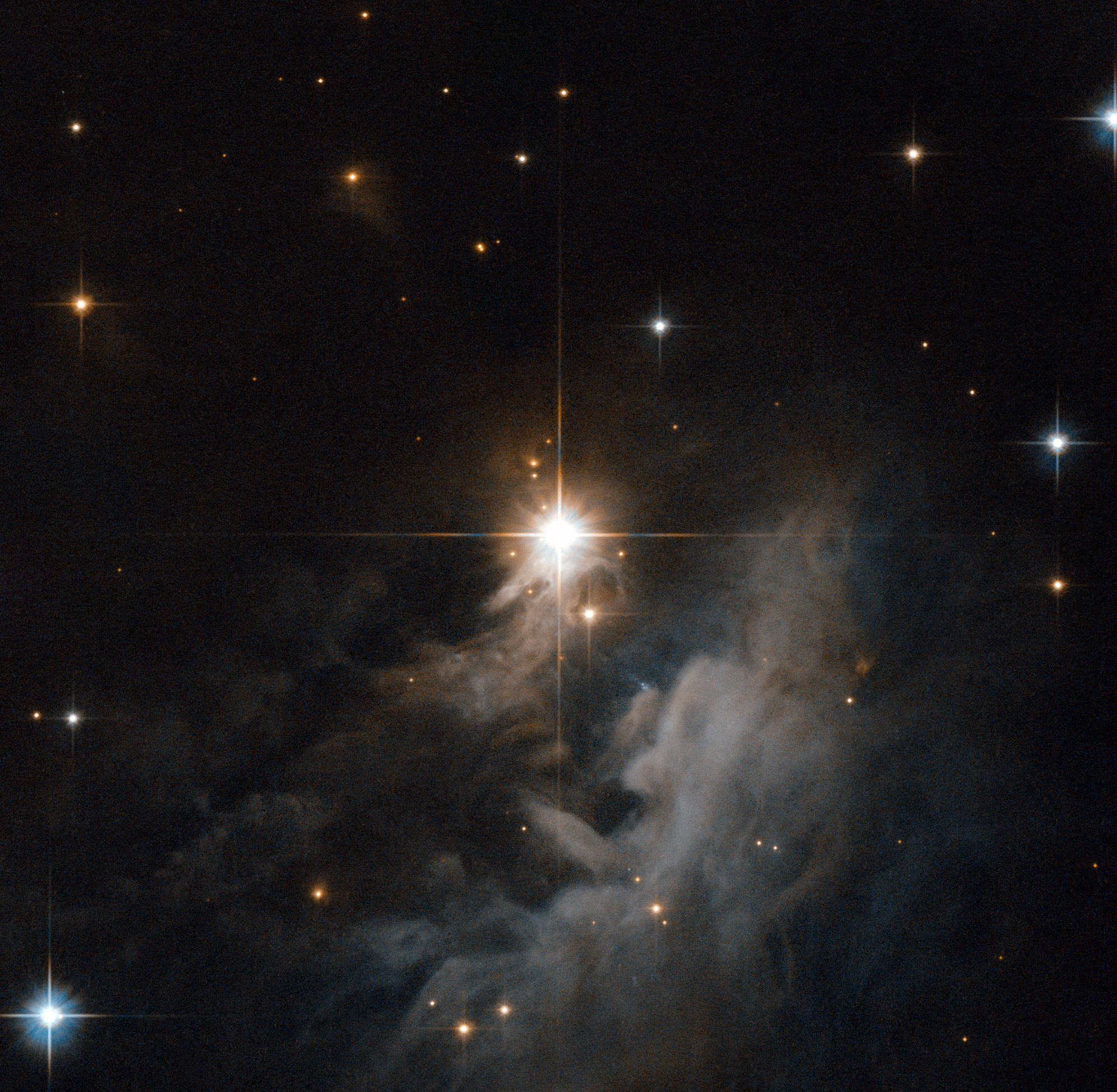
انعكاس سديم ايراس 10082-5647 لوحظ من قبل تلسكوب هابل الفضائي.

يتم تحديد السحب العالية السرعة مع مبادرة مشروع (HVC)، كما هو الحال مع HVC 127-41-330.